# República da Macedônia nos Jogos Olímpicos de Inverno de 2002

A República da Macedônia participou dos Jogos Olímpicos de Inverno de 2002 em Salt Lake City, nos Estados Unidos. O país estreou nos Jogos em 1998 e em Salt Lake City fez sua 2ª apresentação, sem conquistar nenhuma medalha.